# Deep Elm Records

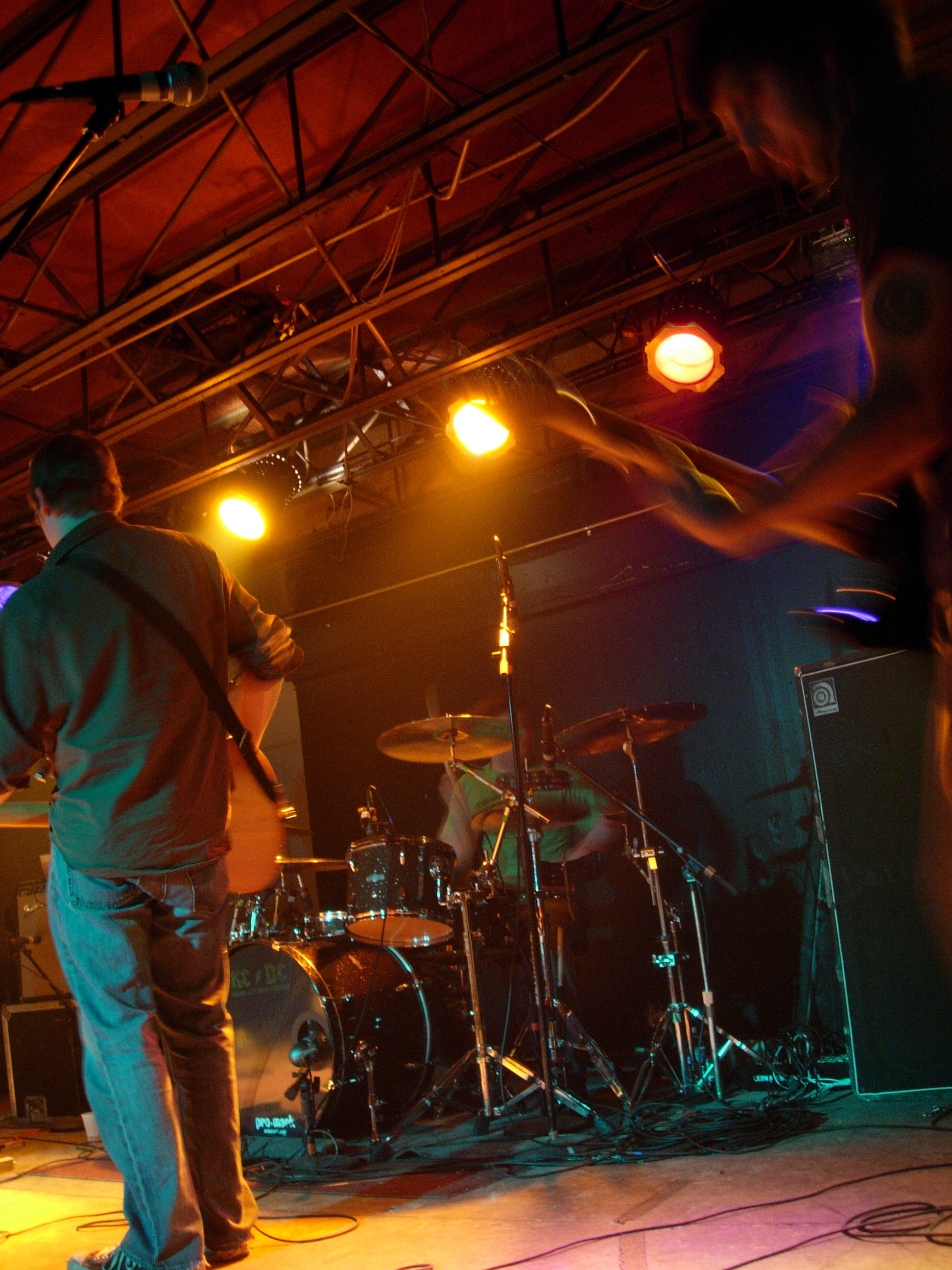
The Appleseed Cast.

Deep Elm Records, förkortat DER, är ett amerikanskt oberoende skivbolag med inriktning på indierock och postrock. Skivbolaget grundades 1995 av John Szuch och har sitt högkvarter i Charlotte, North Carolina. Framstående grupper är bland andra The Appleseed Cast, Lights & Motion, Brandtson, The White Octave och Planes Mistaken for Stars.

## Artister (tidigare och nuvarande)
- 500 Miles to Memphis
- The Appleseed Cast
- Athletics
- Benton Falls
- Brandtson
- Burns Out Bright
- Camber
- Clair De Lune
- Cross My Heart
- DARTZ!
- David Singer & the Sweet Science
- Dead Red Sea
- Desert City Soundtrack
- Desoto Jones
- Drive Til Morning
- Eleven Minutes Away
- Fightstar
- Fire Divine
- Five Eight
- Flanders
- Free Diamonds
- Goonies never say die
- Hundred Hands
- Imbroco
- Last Days of April
- Last Lungs
- Latterman
- Les Sages
- Lewis
- Lights & Motion
- Lock and Key
- Logh
- Moving Mountains
- Moonlit Sailor
- Muckafurgason
- Papermoons
- Pave the Rocket
- Planes Mistaken for Stars
- Pop Unknown
- Public Radio
- Red Animal War
- Ride Your Bike
- Settlefish
- Seven Storey Mountain
- She Bears
- Slowride
- Small Arms Dealer
- So Sad Althea
- Sounds Like Violence
- Starmarket
- Surrounded
- This Beautiful Mess
- Track a Tiger
- Triple Fast Action
- Walt Mink
- The White Octave